# Derby (Pferdesport)
Der Begriff Derby (Aussprache britisch [ˈdɑːbɪ] oder US-amerikanisch [ˈdɜrbi]) wird heute für verschiedene Prüfungen und Wettbewerbe im Pferdesport verwendet. Er geht zurück auf das 1780 erstmals auf der Epsom-Downs-Rennbahn in England ausgetragene Pferderennen, das als Leistungsvergleich für dreijährige Vollblutpferde vom 12. Earl of Derby begründet wurde. Ihm folgten später vergleichbare Zuchtrennen in anderen Ländern.
Neben den klassischen Galopprennen bestehen mittlerweile eine Reihe weiterer Prüfungen in verschiedenen Reit- und Pferdesportarten als Derby, dessen Begriff sich auch in anderen Sportarten etabliert hat.

## Derby im Galopprennsport

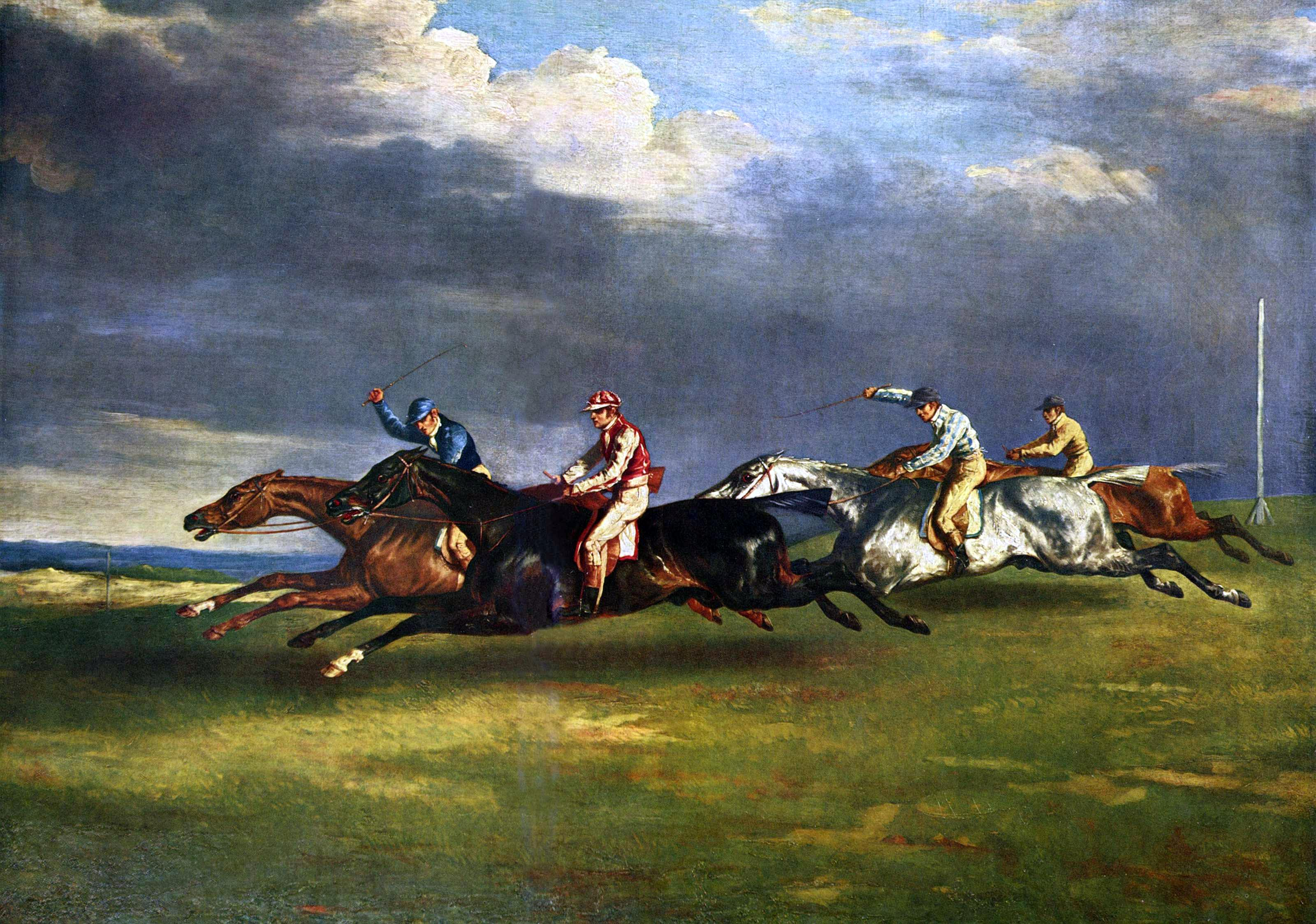
Derby in Epsom, Théodore Géricault, 1821

Ein Derby ist im Galoppsport ein Pferderennen, das nach dem Derby in Epsom in England benannt ist. Das Derby ist in den verschiedenen Ländern jeweils das wichtigste der klassischen Flachrennen und bedeutendste Zuchtprüfung für Vollblüter (sowohl für englisches Vollblut als auch Traber und Araber), bei denen dreijährige Pferde unter gleichem Gewicht laufen, wobei Stuten ein geringeres Gewicht zu tragen haben. Dieses in England entstandene System von Leistungsprüfungen wurde weltweit übernommen. In den meisten Ländern ist das Derby eine Prüfung der Triple Crown.
Seit 1780 wird in England das international bekannte englische Derby (eigentlich Derby Stakes) in Epsom über eine Distanz von 2.423 Meter ausgetragen.
Im Laufe des 19. Jahrhunderts folgten fast alle Staaten, die Vollblutzucht betreiben, dem englischen Beispiel. So entstand 1836 in Frankreich der Prix du Jockey Club; in Irland nach einigen Vorläufern 1866 das Irish Derby. 1868 wurde in Österreich das Derby in Wien begründet und 1869 das Deutsche Derby in Hamburg. Das Deutsche Derby wird traditionell am ersten Sonntag des Monats Juli parallel zum Irischen Derby im Hamburger Stadtteil Horn auf der Horner Rennbahn ausgetragen. In England und Frankreich liegt der Termin meist im Juni und in den Vereinigten Staaten (Kentucky Derby) schon im Mai.
Die Länge der Rennstrecke variiert etwas. So führt das Deutsche Derby traditionell über 2400 Meter, das französische Derby seit 2005 über 2100 Meter (zuvor ebenfalls 2400), das Kentucky Derby über 1¼ Meilen (2011 m) und das Irische Derby über 2414 Meter.
In vielen anderen Staaten bestehen Stutenderys, wie das Irish Oaks in Irland, der Prix de Diane in Frankreich und der Preis der Diana in Deutschland.
Wie auch das Derby in Epsom, das zu einem großen gesellschaftlichen Ereignis wurde, entwickelten sich auch andernorts insbesondere die Galoppderbys zu zahlreich besuchten Veranstaltungen, die neben wettbegeisterten Zuschauern und Pferdeliebhabern, auch zu Treffpunkten der führenden Gesellschaftsschichten wurden.
| Name                                                      | Ort                                               | Distanz                                   | Beschränkungen               | Erste Austragung | Termin                              | Bemerkungen                                                                                 |
| --------------------------------------------------------- | ------------------------------------------------- | ----------------------------------------- | ---------------------------- | ---------------- | ----------------------------------- | ------------------------------------------------------------------------------------------- |
| American Derby                                            | Arlington Park, Arlington Heights (Illinois), USA | 1 3/16 miles                              |                              | 1884             |                                     | Gruppe III-Rennen, Ort und Distanz hat gewechselt, von 1905 bis 1925 nur einmal ausgetragen |
| Australian Derby (auch AJC Derby)                         | Randwick Racecourse, Sydney                       | 2400 m                                    | 3-jährige                    | 1861             | zweite Märzhälfte oder Anfang April | Gruppe I-Rennen                                                                             |
| Bangalore Derby                                           |                                                   | 2,400 m                                   | 4-jährige & älter            |                  |                                     | [ 2 ]                                                                                       |
| Epsom Derby (auch The Derby, Derby Stakes, English Derby) | Epson Rennbahn, England                           | 2423 m (1 Meile, 4 Furlongs und 10 Yards) | 3-jährige Hengste und Stuten | 1780             | 1. Samstag in Juni.                 | Gruppe I-Rennen, vor 1995 am 1. Mittwoch im Juni                                            |
| Prix du Jockey Club (auch Französisches Derby)            | Chantilly Racecourse                              | 2100                                      | 3-jährige Hengste und Stuten | 1836             | Anfang Juni                         | Gruppe I-Rennen                                                                             |
| Deutsches Derby                                           | Horner Rennbahn, Hamburg                          | 2400 m                                    | 3-jährige Hengste und Stuten | 1869             | Anfang Juli                         | Gruppe I-Rennen                                                                             |
| Hong Kong Derby                                           | Sha Tin Racecourse                                | 2000 m                                    | 4-jährige                    | 1873             | Mitte März                          | Gruppe I-Rennen                                                                             |
| Derby Italiano                                            | Ippodromo delle Capannelle                        | 2200                                      |                              | 1884             |                                     | Gruppe II-Rennen                                                                            |
| Indian Derby                                              | Mahalaxmi Racecourse, Mumbai, Maharashtra, Indien | 2400 m                                    | 4-jährige                    | 1943             | 1. Sonntag im Februar               | [ 3 ]                                                                                       |
| Irish Derby                                               | The Curragh, County Kildare, Ireland              | 1½ Meilen                                 | 3-jährige                    | 1866             | Letzter Sonntag im Juni             | Gruppe I-Rennen, Termin hat gewechselt, jedoch immer Ende Juni oder Anfang Juli             |
| Kentucky Derby                                            | Churchill Downs, Louisville (Kentucky), USA       | 1¼ Meilen                                 | 3-jährige                    | 1875             | 1. Samstag im Mai                   | Gruppe I-Rennen                                                                             |
| New Zealand Derby                                         | Ellerslie Racecourse, Auckland                    | 2400 m                                    | 3yr olds                     | 1860             | 1. Samstag im März                  | Gruppe I-Rennen                                                                             |
| Queensland Derby                                          |                                                   |                                           |                              |                  |                                     | Gruppe I-Rennen                                                                             |
| Singapore Derby                                           | Kranji Racecourse                                 | 2000 m                                    | 4-jährige                    | 1880             | Mitte Juli                          | Gruppe I-Rennen                                                                             |
| Tokyo Yushun japanisches Derby                            | Pferderennbahn Tokio                              | 2400 m                                    | 3-jährige Hengste und Stuten | 1932             | zweite Maihälfte oder Anfang Juni   | Gruppe I-Rennen, momentan das höchstdotierte Derby                                          |
| Victoria Derby                                            | Flemington Racecourse, Melbourne                  | 2500 m                                    | 3-jährige                    | 1855             |                                     | Distanz hat gewechselt                                                                      |

## Traber-Derby
Deutsche Traber-Derby ist ein Trabfahren für dreijährige inländische Pferde über 1900 Meter. Es ist ein Gruppe I-Rennen, für das sich die Pferde in Vorläufen qualifizieren.
Es wurde zum ersten Mal am 23. Mai 1895 ausgetragen. Seit 1954 findet es jährlich am ersten Sonntag im August auf der Trabrennbahn Mariendorf in Berlin statt.
| Name                                          | Ort                       | Distanz | Beschränkungen | Erste Austragung | Termin                  | Bemerkungen                                                |
| --------------------------------------------- | ------------------------- | ------- | -------------- | ---------------- | ----------------------- | ---------------------------------------------------------- |
| Svenskt Travderby (Schwedisches Traber-Derby) | Jägersro Racetrack, Malmö | 2640 m  | 4-jährige      | 1928             | 1. Sonntag im September | nationales Trabrennen der Gruppe I                         |
| Deutsches Traber-Derby                        | Berlin-Mariendorf         | 1900 m  | 4-jährige      | 1895             | 3. Sonntag im August    | nationales Trabrennen der Gruppe I, für inländische Pferde |
| Österreichisches Traber-Derby                 | Trabrennpark Krieau, Wien | 2600 m  | 4-jährige      | 1884             | Mitte/Ende Juni         | nationales Trabrennen, Zuchtrennen, für inländische Pferde |

## Derbys im Spring- und Dressursport

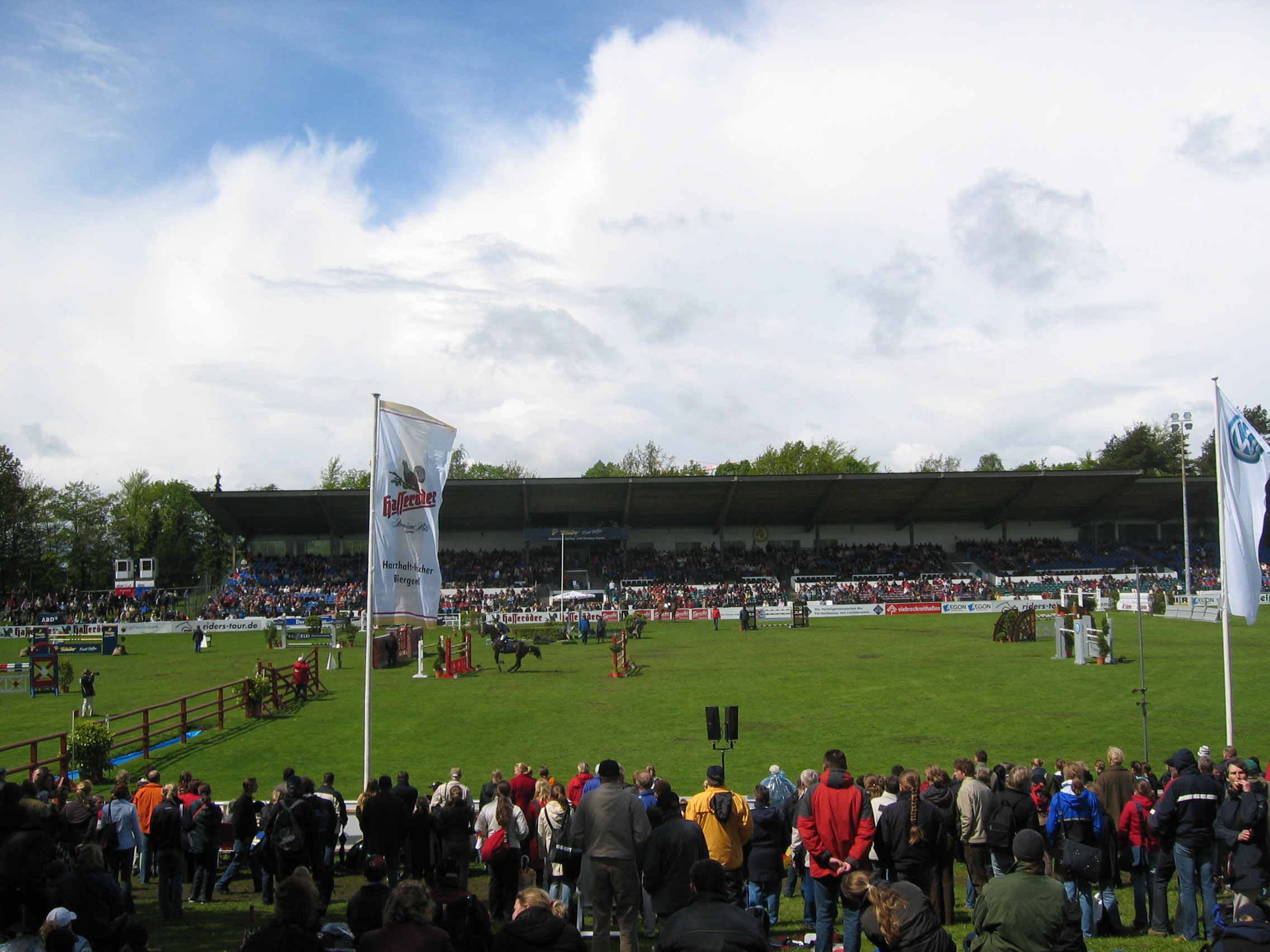
Der Derby-Platz in Klein Flottbek, Hamburg 2005

Als Derby werden im Springreiten solche Springen bezeichnet, die sich von den üblichen Parcours durch eine besonders lange Strecke und den Einsatz naturnaher Sprünge und vieler Geländehindernisse (Wälle, Senken, Ricks mit Gräben) unterscheiden. Sie stellen weniger technische als psychologische Anforderungen an Pferd und Reiter. Sie führen grundsätzlich über Grasböden.
Bekannt und von langer Tradition sind u. a. das Englische Derby in Hickstead, das Niederländische in Valkenswaard und das seit 1920 ausgetragene Deutsche Spring Derby in Hamburg. Das Springderby im Hamburger Ortsteil Klein Flottbek verfügt über einen seit Beginn nahezu unveränderten 1230 m langen und anspruchsvollen Parcours, dessen Hindernisse (u. a. das über den Pferdesport hinaus bekannte Pulvermanns Grab) der Natur abgeschaut sind.
Seit 1955 (mit Unterbrechungen) ist auch das Dressurreiten in Hamburg-Klein Flottbek als Derby vertreten. Das Deutsche Dressurderby wird dort parallel zum Deutschen Springderby ausgetragen. Hierbei handelt es sich um eine Dressurprüfung mit Pferdewechsel.

## Fahrderby
Das Deutsche Fahrderby wurde erstmals 1950, parallel zum Deutschen Springderby in Hamburg, ausgetragen. Heute ist die Surenburg in Hörstel-Riesenbeck der Austragungsort dieser Fahrsport-Veranstaltung.
Das Programm der Anfangsjahre unterschied sich noch deutlich von den heutigen Aufgabenstellungen. So wurden neben dem Dressurprüfungen Zugleistungsprüfungen für die einzelnen Pferde durchgeführt. Diese Programmteile erfolgten in Elmshorn. Als letzte Teilprüfung erfolgte eine Leistungsfahrt als Vorläufer der heutigen Marathonfahren, die in Elmshorn begann und am Turnierplatz in Hamburg-Klein Flottbek endete.
Ende der 1950er Jahre kam die Leistungsfahrt des Fahrderby in die Kritik, nachdem aufgrund überschnellen Fahrens Pferde zuschanden gehetzt worden waren. Im Laufe der Jahre entwickelte sich die Leistungsfahrt in Fahrsport von einem Wettbewerb, der sich an einer Fahrt mit einem Gespann über Straßen und Wege orientierte, zu einer Sportveranstaltung. An die Stelle von Straßenhindernissen (Schranken etc.) sind heute komplexe Kombinationen getreten.
Nachdem das Deutsche Fahrderby, ähnlich wie das Deutsche Dressurderby, innerhalb Hamburgs ausgelagert wurde und teilweise ausfiel, wechselte der Austragungsort. Ab den 1990er Jahren fand es in Starnberg-Landstetten statt. Aufgrund von Finanzierungsproblemen kam aber auch am Standort das Ende, im Jahr 2002 erhielt daraufhin Riesenbeck den Zuschlag für das Derby. Da im Jahr 2012 in Riesenbeck die Weltmeisterschaft der Vierspännerfahrer stattfand, gastierte das Deutsche Fahrderby beim CHI Donaueschingen. Im Jahr 2015 wurde in das deutsche Nationenpreisturnier einmalig statt in Aachen in Riesenbeck durchgeführt, seitdem findet das Fahrderby in Donaueschingen statt.
Bis zum Jahr 2012 bestand das Deutsche Fahrderby aus fünf Teilprüfungen. Im Gegensatz zu anderen kombinierten Prüfungen im Fahrsport wurden im Rahmen des Fahrderbys Prüfungen mit Zwei- und Vierspännern in einer Gesamtwertung durchgeführt. Es handelte sich hierbei um folgende Prüfungen:
1. Gebrauchsprüfung für Zweispänner (Bewertung der Grundgangarten, Fahrdressur nach Anweisung der Richter)
2. Dressurprüfung für Zweispänner (Fahrdressur)
3. Dressurprüfung für Vierspänner
4. Geländefahrt für Vierspänner („Marathonfahrt“)
5. Hindernisfahrt für Vierspänner („Kegelfahren“)[6][7]

Seit 2013 verzichtet man auf Zweispännerprüfungen, als Ersatz wurde als neue Teilprüfung die „Jagd um Punkte“ eingeführt. Hierbei wählt jeder Fahrer frei seinen Weg durch den Hindernisparcours. Somit besteht das Derby aus folgenden Prüfungen:
1. Dressurprüfung für Vierspänner
2. Jagd um Punkte für Vierspänner
3. Geländefahrt für Vierspänner („Marathonfahrt“)
4. Hindernisfahrt für Vierspänner („Kegelfahren“)

## Derby im Vielseitigkeitsreitsport
Deutlich unbekannter als die Derbys in den vorgenannten Disziplinen ist, dass in den Jahren 2001, 2003 und 2004 auf der Horner Rennbahn in Hamburg auch das Deutsche Vielseitigkeitsderby stattfand. Hierbei handelte es sich um Vielseitigkeitskurzprüfung (CIC) auf internationalen 3*-Niveau. Besonderheit war ein Wasserdurchritt, der – anders als üblich – brusthoch war.